# Oatcake

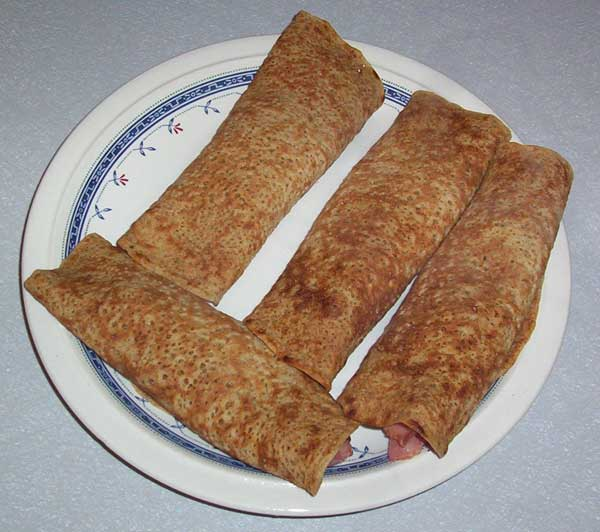
Oatcakes från norra Staffordshire, med bacon och ost.

En oatcake (engelska för havrekaka) är en typ av pannkaka gjord på havregryn och ibland mjöl. 
Oatcakes anses vida vara Skottlands nationalbröd och bakades till och med av romarna i Skottland. Liknande oatcakes, gjorda på havre, produceras i Irland.
Oatcakes från norra Staffordshire i England bakas på havregryn, mjöl och jäst och är en lokal specialitet bland annat i Stoke-on-Trent och Newcastle-under-Lyme. Oatcakes kan ätas med ost, tomat, lök, bacon, korv och ägg som fyllning.